# سیارک ۴۲۳۷
سیارک ۴۲۳۷ (به انگلیسی: 4237 Raushenbakh، نامگذاری:1979SD4) چهار هزار و دویست و سی و هفتمین سیارک کشف شده‌است که در ۲۴ سپتامبر ۱۹۷۹ کشف شد.
قدر مطلق سیارک برابر ۱۳٫۰۰ است.